# Ludwig Beissner
Ludwig Beissner (Ludwigslust, 6 de julho de 1843 – 21 de dezembro de 1927) foi um horticultor alemão.
Em 1887 tornou-se inspetor do Jardim Botânico da Universidade de Bonn. 
Era um especialista em dendrologia.

## Obras
- Handbuch der Nadelholzkunde, 1891. Überarbeitete Neuauflagen erschienen 1909 (2. Auflage) und 1930 (3. Auflage) im Parey-Verlag, Berlin.
- Handbuch der Laubholzkunde